# Devessèt d'Aiganeira
Devesset és un municipi francès situat al departament de l'Ardecha i a la regió d'Alvèrnia-Roine-Alps. L'any 2007 tenia 294 habitants.

## Demografia

### Població
El 2007 la població de fet de Devesset era de 294 persones. Hi havia 124 famílies de les quals 40 eren unipersonals (16 homes vivint sols i 24 dones vivint soles), 44 parelles sense fills, 32 parelles amb fills i 8 famílies monoparentals amb fills.
La població ha evolucionat segons el següent gràfic:
Habitants censats

### Habitatges
El 2007 hi havia 367 habitatges, 126 eren l'habitatge principal de la família, 232 eren segones residències i 9 estaven desocupats. 349 eren cases i 17 eren apartaments. Dels 126 habitatges principals, 82 estaven ocupats pels seus propietaris, 38 estaven llogats i ocupats pels llogaters i 6 estaven cedits a títol gratuït; 16 tenien dues cambres, 24 en tenien tres, 33 en tenien quatre i 53 en tenien cinc o més. 85 habitatges disposaven pel capbaix d'una plaça de pàrquing. A 49 habitatges hi havia un automòbil i a 62 n'hi havia dos o més.

### Piràmide de població
La piràmide de població per edats i sexe el 2009 era:
| Homes | Edats   | Dones |
| ----- | ------- | ----- |
| 0     | 95 o +  | 0     |
| 0     | 90 a 94 | 0     |
| 0     | 85 a 89 | 0     |
| 0     | 80 a 84 | 8     |
| 8     | 75 a 79 | 16    |
| 4     | 70 a 74 | 8     |
| 0     | 65 a 69 | 0     |
| 8     | 60 a 64 | 0     |
| 4     | 55 a 59 | 8     |
| 20    | 50 a 54 | 20    |
| 8     | 45 a 49 | 4     |
| 4     | 40 a 44 | 8     |
| 8     | 35 a 39 | 8     |
| 16    | 30 a 34 | 16    |
| 12    | 25 a 29 | 4     |
| 0     | 20 a 24 | 0     |
| 4     | 15 a 19 | 4     |
| 0     | 10 a 14 | 8     |
| 4     | 5 a 9   | 0     |
| 8     | 0 a 4   | 12    |

## Economia
El 2007 la població en edat de treballar era de 201 persones, 136 eren actives i 65 eren inactives. De les 136 persones actives 116 estaven ocupades (68 homes i 48 dones) i 20 estaven aturades (8 homes i 12 dones). De les 65 persones inactives 29 estaven jubilades, 10 estaven estudiant i 26 estaven classificades com a «altres inactius».

### Ingressos
El 2009 a Devesset hi havia 120 unitats fiscals que integraven 299,5 persones, la mediana anual d'ingressos fiscals per persona era de 14.750 €.

### Activitats econòmiques
Dels 16 establiments que hi havia el 2007, 1 era d'una empresa de fabricació de material elèctric, 2 d'empreses de fabricació d'altres productes industrials, 4 d'empreses de construcció, 3 d'empreses de comerç i reparació d'automòbils, 4 d'empreses d'hostatgeria i restauració i 2 d'entitats de l'administració pública.
Dels 4 establiments de servei als particulars que hi havia el 2009, 2 eren paletes, 1 lampisteria i 1 restaurant.
L'any 2000 a Devesset hi havia 14 explotacions agrícoles que ocupaven un total de 344 hectàrees.

## Equipaments sanitaris i escolars
El 2009 hi havia una escola elemental.

## Poblacions més properes
El següent diagrama mostra les poblacions més properes.